# コップのフチ子
「コップのフチ子」（こっぷのふちこ、英語表記はfuchico）は、奇譚クラブによるカプセルトイシリーズの名称である。タナカカツキ原案によるOL風の女性「フチ子」が腰をかけたりぶら下がる姿勢をとるフィギュアで、「コップのフチに舞い降りた天使」の副称どおりコップ等の縁に添えて「たたずむ」情景を楽しむ人形だが、これを応用した遊び方がTwitterやFacebookで話題となり書籍の出版や写真展の開催で注目された。

## 沿革
奇譚クラブから商品開発を打診されたタナカカツキが、従来のカプセルトイには磁石やストラップなど「くっ付く」ものが多いことに着目し、そうした流れの新しい試みで喫茶店での飲食風景に溶け込むフィギュアとして開発した。2012年7月に発売された第1シリーズは1週間で10万体を出荷し間もなく完売、2013年6月に発売された第2シリーズと併せ同年7月までに300万体を売り上げた。
2013年6月19・20日に催された雑貨等の流通向け展示会「東京ファッショングッズトレードショー」において2013年 サンリオキャラクター大賞など4品目と共に「プロパティ商品集積コーナー」へ出展された。2013年6月には「コップのフチ子 ポストカードブック」（PARCO出版）と「コップのフチ子Magazineプラス」（扶桑社）の書籍2冊が発売され、前者の発売記念として同年6月15日から7月3日にかけ池袋パルコにて店内のポスターボードを活かした「ステップギャラリー」企画第一弾「『コップのフチ子ポストカードブック』発売記念写真展」が催された。
2013年7月10日より109シネマズをはじめ東急レクリエーション系列の映画館にて映画本編上映前に佐藤聡美が声を演じるフチ子を使用したフリュー製作のマナー啓発短編CGアニメーション『シネマのフチ子 マナーのススメ!』を上映すると報じられた。また、奇譚クラブによりTwitterを利用した写真コンテストも2013年7月までに計3回催された。
2015年4月からパルスイート・ビオリゴ（味の素）のCMにフチ子のコスプレをした志田未来と共に登場した。2016年1月25日放送の『SMAP×SMAP』において草彅剛が、フチ子に扮して巨大なカップの縁でポーズを真似る「コップのツヨ子」なるコントを披露した。

### 一時的改名
2016年9月10日に一時的に名称を「OL人形」に改称した。8月27日の日本放送協会「お試しジャパン」でキタンクラブが特集された際、「コップのフチ子」が「OL人形」として紹介されたことを面白がった原案者らがいわゆる悪ノリで、番組で初めて知った人への配慮のため、また、再放送された場合の反響を狙って改名した。改名記念としてLINEスタンプ「OL人形〜ちょこまか動く編〜」が発売された。なお、再放送はされず「NHKとのコールアンドレスポンス」を狙った改名企画は空振りに終わった。

## フチ子
このシリーズに用いられるキャラクター「フチ子」は、茶色の髪を後頭部で2つにまとめた女性として造形されるが、彼女の素性やプロフィールなどは一切設定されていない。彼女は概ね一般的なOLの制服のようなものを着ているが一部に私服やビキニを着たものもあり、服の色も青を基本に数種類ある。フチ子は腰かける・ぶら下がる・よじ登る・手足を踏ん張ってバランスを取るといった姿勢に応じて尻や手、膝や足元などをコップの縁に乗せたり懸けて飾ることができる。

## 評価
「コップのフチ子」は文字通りコップなどの縁に飾ることを想定した人形だが、手などを懸けられる機能を応用してコップ以外の容器の縁や植物の茎・小枝などに設置して撮影した写真をTwitterやFacebookといったSNS上に公開することが利用者の間に拡がった。そうした写真の一部は同様の情景をプロ写真家が撮影したものと共に「コップのフチ子Magazineプラス」にも収録された。こうした人気の理由について原案者のタナカカツキは「原作や設定を持たず、外形だけの存在である点が現代という特殊な時代に合ったのではないか」、即ち利用者が感情移入する余白を持つ点にあると推察した。一方、「日刊SPA!」の記者は、そうした思い入れが可能な点の他に、安価ながら表情や服のシワまで表現した精巧さも人気の理由として挙げた。奇譚クラブを取材した「週刊アスキー」記者は、本作に限らず同社製模型全般が精巧だと評した。

## 書誌情報
- タナカカツキ・奇譚クラブ（著）、池田晶紀（撮影）、2013年『コップのフチ子 ポストカードブック』[21]（PARCO出版） ISBN 978-4-86506-016-4
- タナカカツキ・奇譚クラブ（著）、2013年『コップのフチ子Magazineプラス』[22]（扶桑社） ISBN 978-4-594-60851-4
- タナカカツキ×奇譚クラブ監修、2014年『みんなのフチ子さん』（（株）ファミマ・ドット・コム）ISBN 978-4-907292-40-9

## 温泉のフチ子
このキャラクターを起用した冠番組が2014年と2015年に東京メトロポリタンテレビジョン（TOKYO MX）にて『温泉のフチ子』（おんせんのふちこ）のタイトルで放送された。
関東地方および隣県（静岡県・福島県）の温泉をフチ子がナビゲートするもので、2014年6月から9月のレギュラー放送が17回、その後30分の特別編が2回放送された。レギュラー17回分については、実写版のフチ子役を有馬綾香が演じた。また番組内の風景写真をカメラマンの宮澤正明が撮影。番組のFacebookでは「あなたの“温泉のフチ子”写真」として視聴者からの投稿写真を紹介していた。
2014年9月17日にポニーキャニオンからDVD全2巻が発売。番組未放送のスペシャル映像を収録した他、「DVD限定シークレット温泉のフチ子」が初回限定で同梱された。

### スタッフ
- 監修：タナカカツキ
- 撮影：宮澤正明
- 協力：奇譚クラブ、あすなろ舎、青二プロダクション
- 特別協力：リクルートライフスタイル（じゃらん）
- 制作：ディスクベリー・ドット・コム
- 製作著作：「温泉のフチ子」製作委員会

### 放送リスト
1. 伊香保温泉（群馬県） - 2014年6月4日
2. 草津温泉（群馬県） - 6月11日
3. 湯河原温泉（神奈川県） - 6月18日
4. 熱海温泉（静岡県） - 6月25日
5. 箱根湯本温泉（神奈川県） - 7月2日
6. 小涌谷温泉（神奈川県） - 7月9日
7. 塩原温泉（栃木県） - 7月16日
8. 鬼怒川温泉（栃木県） - 7月23日
9. 湯西川温泉（栃木県） - 7月30日
10. 川治温泉（栃木県） - 8月6日
11. 新甲子温泉（福島県） - 8月13日
12. 湯野上温泉（福島県） - 8月20日 ※DVDはこの回まで収録。
13. 東京お台場 大江戸温泉物語（東京都） - 8月27日
14. 大江戸温泉物語（東京都） - 9月3日
15. 大江戸温泉物語 浦安万華郷（千葉県） - 9月10日
16. 大江戸温泉物語 君津の森（千葉県） - 9月17日
17. 総集編 - 9月24日
18. 磐梯熱海温泉、二岐温泉（福島県） - 11月29日（〜ふくしま湯めぐり編〜、30分番組、出演：橋本マナミ、舞木香純）
19. 藤沼温泉、岩瀬湯本温泉、磐梯熱海温泉（福島県） - 2015年11月21日（〜ふくしま女子旅編〜、30分番組、出演：橋本マナミ、夏希リラ、葉月（瀬名葉月））

| TOKYO MX 水曜日25:00 - 25:05 | TOKYO MX 水曜日25:00 - 25:05                                    | TOKYO MX 水曜日25:00 - 25:05                          |
| 前番組                       | 番組名                                                          | 次番組                                                |
| ---------------------------- | --------------------------------------------------------------- | ----------------------------------------------------- |
| 目からウロコ!                | 温泉のフチ子 （2014.6.4 - 9.24） - 2014年10月は同番組の再放送。 | ネッコロTV〜ネッコロがってみて根。〜 （2014.11.5 - ） |

## カメラのフチ子
カメラのフチ子は、2014年8月22日から2015年9月30日までイマジニアから配信されていたコップのフチ子をテーマとしたスマートフォン専用写真加工アプリ。価格は372円/月（税別）。写真の背景にある色々なフチを認識して、さまざまなポーズのフチ子をアプリで自動合成する事が可能だった。
合成されるフチ子の顔を自分や友達、ペットなどの顔などに変換したり、加工した写真にコメントを入力したりすることで、アレンジを加えることも可能であった。同アプリを利用しているほかのユーザーが加工した写真を閲覧したり、新しいポーズやコスチュームのキャラクターを追加したりすることができるアプリ内のガチャが順次公開されていた。なお、このアプリはauスマートパス会員向け専用となっており、非会員、およびau（KDDI・沖縄セルラー電話連合）以外のキャリア（MVNO含む）のユーザーはダウンロード、および利用することが不可となっていた。対応機種はAndroid 2.3以降のバージョンが搭載された一部のauスマートフォン。